# Tomoko Suzuki
Tomoko Suzuki (鈴木 智子, 26 de gener de 1982) és una exfutbolista japonesa. Va debutar amb la selecció del Japó el 2003. Va disputar 3 partits amb la selecció del Japó.

## Estadístiques
| Selecció del Japó | Selecció del Japó | Selecció del Japó |
| Anys              | Partits           | Gols              |
| ----------------- | ----------------- | ----------------- |
| 2003              | 2                 | 2                 |
| 2004              | 0                 | 0                 |
| 2005              | 1                 | 0                 |
| Total             | 3                 | 2                 |